# 阿茨贝格 (萨克森州)
阿茨贝格（德語：Arzberg）是德国萨克森州的市镇，隶属于北萨克森县。总面积为58.55平方千米，截至2023年12月31日总人口为1,824人。